# Cratere Resnik
Resnik è un cratere lunare di 22,16 km situato nella parte sud-orientale della faccia nascosta della Luna.